# Friedrich Stohmann
Friedrich Karl Adolph Stohmann, född 25 april 1832 i Bremen, död 1 november 1897 i Leipzig, var en tysk lantbrukskemist.
Stohmann studerade kemi i Tyskland och England och ägnade sig därefter en tid åt kemisk industri, men övergick 1857 till lantbrukskemin, först som assistent hos Wilhelm Henneberg i Celle och sedan i Weende vid Göttingen. År 1862 upprättade han lantbrukskemiska försöksstationen i Braunschweig och 1865 i München, men blev samma år professor i lantbrukskemi vid universitetet i Halle an der Saale och ledare för provinsen Sachsens lantbruksförenings därvarande försöksstation. År 1871 kallades han som professor till universitetet i Leipzig och upprättade dess berömda försöksanstalt. Han ägnade sig från denna tid åt stärkelse- och sockerindustriella frågor samt i synnerhet åt foderläran och forskning om husdjurens näring, inom vilket område hans i samarbete med Henneberg utförda försök väsentligt bidrog till utbildandet av den under 1800-talets senare del allmänt antagna läran. 
Stohmann skrev ett antal framstående arbeten på den tekniska och lantbrukskemins område såsom Encyclopädisches Handbuch der technischen Chemie (utarbetad på grundval av James Sheridan Muspratt, med bland andra Bruno Kerl, 1854-58; fjärde upplagan, band 1–6, 1888–96; fortsatt av Hans Bunte, band 7–12, 1898–1922), Handbuch der technischen Chemie (med Carl Engler, 1872-74), Handbuch der Zuckerfabrikation (1878; fjärde upplagan 1899) samt många redogörelser för sina undersökningar i av Henneberg och Stohmann utgivna "Beiträge zur Begründung einer rationellen Fütterung der Wiederkäuer" (1860-64) och facktidskrifter.